# استیون هندری
استیون هِندری (انگلیسی: Stephen Hendry؛ زادهٔ ۱۳ ژانویهٔ ۱۹۶۹) اسنوکرباز حرفه‌ای بازنشستهٔ اهل اسکاتلند است که از برترین قهرمانان تاریخ این رشتهٔ ورزشی به‌شمار می‌رود.
او با ورود به مسابقات حرفه‌ای در ۱۶سالگی جوانترین اسنوکرباز حرفه‌ای شد. همچنین نخستین قهرمانی جهان را در سال ۱۹۹۰ کسب کرد و جوانترین قهرمان تاریخ مسابقات لقب گرفت. هندری با هفت قهرمانی پیاپی در مسابقات جهانی اسنوکر (نیز یک قهرمانی در فصل ۲۰۰۶–۲۰۰۷) و با در اختیار داشتن عنوانِ شماره‌یک جهان در هشت فصل پیاپی بین سال‌های ۱۹۹۰ تا ۱۹۹۸، رکوردی تاریخی رقم زد.هندری با ۷۷۵ بریک صد و ۱۱ ماکزیمم‌بریک (۱۴۷ امتیاز) رقابتی، در هر دو مورد پس از رونی اسالیوان دوم است.
هندری سال ۲۰۱۲ از ورزش حرفه‌ای خداحافظی کرد و بیشتر به عنوان تفسیرگر بی‌بی‌سی فعالیت می‌کند.